# 屈村 (马恩省)
屈村（法語：Cuis）是法国马恩省的一个市镇，位于该省中西部，属于埃佩尔奈区。该市镇总面积8.27平方公里，2009年时的人口为404人。

## 人口
屈村的人口变化图示